# Franc Siezenheim
Franc Siezenheim, tudi Franc (Erbard) Siezenheimb, (psevdonimi Jožef Zizenčeli, Joshef Sisentschelli, Sisenthal), kranjski teolog, pridigar in pesnik, * 26. oktober 1658, Ljubljana, † 5. november 1714, Ljubljana, Kranjska, Habsburška monarhija (danes Slovenija).
Bil je jezuitski profesor poetike in pridigar v ljubljanski stolnici. Povezujemo ga z Jožefom Zizenčelijem, podpisanim pod prvo slovensko pesniško poslanico, naslovljeno na Janeza Vajkarda Valvasorja. Poslanica Častitno vošejne te krajnske dežele (zaradi napačnega prečrkovanja iz originalnega zapisa v bohoričici se v literaturi pogosto pojavlja zapis Zaštitno vošejne) je bila leta 1687 najprej izdana v latinščini, nato pa leta 1689 v slovenščini objavljena pred uvodom k Slavi vojvodine Kranjske. Poslanica je hvalnica veličine tega pomembnega Valvazorjevega dela, obsega štiri kitice in sodi med najboljšo slovensko poezijo 17. stoletja. Avtorstvo ni čisto pojasnjeno, tudi kasneje tega imena nikjer ne zasledimo, vendar lahko po sestavi imena sklepamo, da gre za psevdonim Sisenheima.